# Алексиада
„Алексиада“ (оригинално заглавие на гръцки: Αλεξιάς; Алексиас) е средновековен биографичен исторически труд в 15 тома, написан от византийската принцеса Анна Комнина (1083 – 1153), който отразява управлението на баща ѝ – император Алексий I Комнин, управлявал Визанитйската империя в периода (1081 – 1118).
Анна Комнина завършва произведението си през 1148 г., докато пребивава в Кехаритоменския манастир, след като преди това години наред е изследвала имперските архиви и разговаряла относно описаните в него събития с техни свидетели, сред които и хора, приближени на императора. Освен това и самата тя се явява важен свидетел на живота и делата му.
„Алексиада“ е написана като продължение и допълнение на започнато, но недовършено произведение на съпруга на принцесата (Никифор Вриений - кесар), известно под заглавието „Исторически бележки“.

## Тематика
Книгата обхваща политическите, дипломатически и военни събития, свързани с Византийската империя в периода 1069 – 1118 г.  Въпреки някои пропуски се отличава изобщо с последователност и изчерпателност
Тя описва въоръжението, тактиките и битките на императорската армия през управлението на Алексий I., както и интересни подробности за кръстоносците от Първия кръстоносен поход и отношенията им с Империята.

## Език и стил
"Алексиада" се смята за много авторитетно произведение, а Анна е известна като "първата жена-историк" и като един от най-бележитите учени на Византия и средновековна Европа. Въпреки субективната й и пристрастна гледна точка (а донякъде и поради нея), „Алексиада“ е един от най-ценните исторически източници за византийската история в периода на Развитото средновековие, позволяващ да се види от перспективата на византийската върхушка и единственото запазено до днес (XXI в.) гръцко-византийско описание на тези историческите събития в Европа. Като опонент на Католическата църква и ентусиазиран защитник на Византийската империя, Анна Комнина разглежда кръстоносните походи като политическа и религиозна опасност. Тя допринася също и за разбирането на женския манталитет, изглед и възприемане на света през Развитото средновековие във Византия.
Самият текст е написан на атическия гръцки диалект, говорен от мнозина антични гръцки историци, философи и поети, което е показателно за познаването от Анна Комнина на класическите произведения - на Омировите произведения, както и за голямата почит, които изпитва тя към тях. Писменият стил на Анна Комнина е оформен, въз основа на тези на Тукидид, Полибий, Ксенофонт и други древногръцки автори. Поради придържането и към остарелите езикови норми, характерни за тях, стилът й прави впечатление на изкуствен.

## Значение за българската историография
Сведенията на Анна Комнина за българската история засягат няколко основни теми: обществено-икономическите отношения в българските земи в края на XI век и началото на XII век, съпротивата на местното население срещу византийското владичество, потомците на българските владетели и боляри на византийска служба, етническият състав на българските земи и тяхната география (например пише за Велики Преслав и за църковното им устройство, включително и ) Особено интересни за историографията са сведенията в „Алексиада“ за богомилите и за голямото въстание на пловдивските павликяни през 1084 – 1086 (въстанието на Травъл) и за войните на Византия с печенеги и нормани, част от които са се разиграват из българските земи (преди и след завземането им от византийците). Споменати личности: цар Самуил, Аарон, Радомир (за нея - роднина по женска линия на император Алексий I).